# Riviera (casino)
Pour les articles homonymes, voir Riviera.
Le Riviera était un hôtel-casino situé à Las Vegas (Nevada, États-Unis).
Il a été construit le 20 avril 1955. Donnant sur le Las Vegas Strip, il se situe à côté du Encore Las Vegas et en face du Circus Circus. L'hôtel offre 2100 chambres et dispose de plusieurs restaurants (Kristofer's Steakhouse, World's Fare Buffet, Ristorante Italiano, etc.).
Plusieurs séquences de films y sont tournées : L'Inconnu de Las Vegas de Lewis Milestone (1960) avec Frank Sinatra, Les diamants sont éternels (1971) de Guy Hamilton avec Sean Connery, Austin Powers (1997), ou encore Casino de Martin Scorsese.
L'établissement ferme ses portes en mai 2015. Il fera place à un centre de convention. La destruction était prévue le 14 juin à 2:35 (heure de Las Vegas). Il est dynamité par implosion le 16 août 2016 à 2:30 (heure de Las Vegas).

## Les services de l'hôtel

### Les chambres
| - Classic Room - Deluxe Room - Luxury Room - Pet Friendly Room |  | - Las Vegas Studio Suites - Las Vegas One Bedroom Suites - Sinatra Penthouse Suite - Casino Suite |  |  |

### Les restaurants et bars
- pour les restaurants :
  - R Steak & Seafood
  - Banana Leaf Cafe
  - Food court
  - Wicked Vicky Tavern